# Lennarth Zander
Lennarth Zander, född 28 juni 1931 i Karlskrona, död 14 oktober 2004 i Täby församling, Stockholms län, var en svensk arkitekt.
Zander, som var son till notarie Sam Zander och Ethel Olsson, avlade ingenjörsexamen vid högre tekniska läroverket i Stockholm 1955. Ham anställdes hos arkitekt Nils-Henrik Winblad 1955, vid AGL Arkitektkontor AB 1957, vid Hermann Imhäuser Arkitektkontor AB 1958 och vid Anders Tengboms Arkitektkontor AB från 1965. Han ritade bland annat Väsby-Hallen i Upplands Väsby.